# Lekkoatletyka na Letnich Igrzyskach Paraolimpijskich 2004 – bieg na 200 metrów kl. T37 mężczyzn
W biegu na 200 metrów kl. T37 (zawodnicy stojący z porażeniem mózgowym) mężczyzn podczas Letnich Igrzysk Paraolimpijskich 2004 rywalizowało ze sobą 13 zawodników.

## Wyniki

### Eliminacje
Bieg 1
| Poz. | Zawodnik       | Narodowość        | Rezultat | Uwagi |
| ---- | -------------- | ----------------- | -------- | ----- |
| 1    | Irvine de Kock | Południowa Afryka | 24.98    | Q     |
| 2    | Mohamed Allek  | Algieria          | 25.11    | Q     |
| 3    | Yang Cheng     | Chiny             | 25.36    | Q     |
| 4    | Łukasz Labuch  | Polska            | 25.76    | q     |
| 5    | Benjamin Hall  | Australia         | 26.10    | q     |
| 6    | Jens Wiegmann  | Niemcy            | 26.62    |       |
| 7    | Nasrullah Khan | Pakistan          | 27.94    |       |

Bieg 2
| Poz. | Zawodnik             | Narodowość                   | Rezultat | Uwagi |
| ---- | -------------------- | ---------------------------- | -------- | ----- |
| 1    | Matt Slade           | Nowa Zelandia                | 25.18    | Q     |
| 2    | Ali Qambar Al Ansari | Zjednoczone Emiraty Arabskie | 25.74    | Q     |
| 3    | Lu Yi                | Chiny                        | 26.13    | Q     |
| 4    | Lamouri Rahmouni     | Francja                      | 26.15    |       |
| 5    | Zubair Khan          | Pakistan                     | 31.58    |       |
|      | Fares Hamdi          | Tunezja                      | DNF      |       |

### Finał
| Poz. | Zawodnik             | Narodowość                   | Rezultat | Uwagi |
| ---- | -------------------- | ---------------------------- | -------- | ----- |
| 1    | Matt Slade           | Nowa Zelandia                | 24.85    |       |
| 2    | Yang Chen            | Chiny                        | 24.85    |       |
| 3    | Mohamed Allek        | Algieria                     | 25.10    |       |
| 4    | Ali Qambar Al Ansari | Zjednoczone Emiraty Arabskie | 25.14    |       |
| 5    | Irvine de Kock       | Południowa Afryka            | 25.24    |       |
| 6    | Łukasz Labuch        | Polska                       | 25.45    |       |
| 7    | Lu Yi                | Chiny                        | 25.81    |       |
| 8    | Benjamin Hall        | Australia                    | 26.37    |       |